# شلف (اللاذقية)
شِلف قرية في ناحية كنسبا التابعة لمنطقة الحفّة في محافظة اللاذقية. تقع القرية على سهل في جيل قلعة شلف يزرع أهل القرية التفاح والخوخ والكرمة.